# Hussein al-Sabee
Hussein Taher al-Sabee (arabisch حسين طاهر السبع, DMG Ḥusain Ṭāhir as-Sabʿ; * 14. November 1979 in Dhahran) ist ein ehemaliger saudi-arabischer Leichtathlet, der sich auf den Weitsprung spezialisiert hat. Mit drei Titeln bei Asienmeisterschaften sowie zwei Goldmedaillen bei den Asienspielen sowie zahlreichen weiteren internationalen Medaillen zählt er zu den erfolgreichsten Leichtathleten seines Landes.

## Sportliche Laufbahn
Erste internationale Erfahrungen sammelte Hussein al-Sabee im Jahr 1997, als er bei den Arabischen Meisterschaften in Ta'if mit einer Weite von 8,01 m die Goldmedaille gewann. 1999 siegte er bei den Panarabischen Spielen in Irbid mit 7,93 m und startete anschließend bei den Weltmeisterschaften in Sevilla, bei denen er mit 7,62 m im Finale den zwölften Platz belegte. Daraufhin gewann er bei den Arabischen Meisterschaften in Beirut mit 7,81 m die Silbermedaille hinter dem Ägypter Hatem Mersal. Im Jahr darauf steigerte er sich bei den Asienmeisterschaften in Jakarta auf 8,33 m und sicherte sich damit die Goldmedaille und stellte damit einen neuen Meisterschaftsrekord auf. Zudem qualifizierte er sich damit für die Teilnahme an den Olympischen Spielen in Sydney, bei denen er aber mit 7,94 m den Finaleinzug verpasste.
2001 wurde er bei den Hallenweltmeisterschaften in Lissabon mit 7,53 m Elfter und im Sommer gelangte er bei den Weltmeisterschaften im kanadischen Edmonton bis ins Finale und belegte dort mit 7,90 m den zehnten Platz. Im September gewann er dann bei den Goodwill Games in Brisbane mit einem Sprung auf 8,07 m die Silbermedaille hinter dem Jamaikaner James Beckford und anschließend sicherte er sich bei den Arabischen Meisterschaften in Damaskus mit 7,86 m die Bronzemedaille hinter den Katari Said al-Bekheet und Abdulrahman al-Nubi. Im Jahr darauf nahm er an den Westasienspielen in Kuwait teil und gewann dort mit 7,55 m die Bronzemedaille hinter den Katari Said al-Bekheet und al-Waleed Abdulla. Anschließend verteidigte er bei den Asienmeisterschaften in Colombo mit 8,09 m seinen Titel und wurde anschließend mit 7,92 m Vierter beim IAAF World Cup in Madrid. Im Oktober startete er erstmals bei den Asienspielen in Busan und siegte dort mit einer Weite von 8,14 m. 2003 klassierte er sich bei den Weltmeisterschaften nahe Paris mit 8,10 m im Finale auf dem fünften Platz und anschließend siegte er bei den Arabischen Meisterschaften in Amman mit einem Sprung auf 8,30 m. Mitte September wurde er beim IAAF World Athletics Final in Monaco mit derselben Weite Zweiter hinter dem US-Amerikaner Dwight Phillips und siegte dann bei den Asienmeisterschaften in Manila mit 8,23 m zum dritten Mal in Folge. Im Dezember sicherte er sich bei den Militärweltspielen in Catania mit 7,80 m die Silbermedaille hinter dem Russen Ruslan Gataullin und auch im Dreisprung gewann er mit 15,98 m die Silbermedaille hinter dem Russen Alexander Sergejew. Im Jahr darauf steigerte er seine Bestleistung auf 8,35 m und sprang mit zu viel Rückenwind über 8,40 m und galt damit als Zweiter der Jahresbestenliste als Medaillenkandidat für die Olympischen Spiele in Athen. Er ging dort aber nicht an den Start, da er vom nationalen Leichtathletikverband wegen eines Dopingverstoßes gesperrt wurde. Dieses Vergehen wurde aber nicht an den Weltverband weitergegeben, da die Auswertung der Proben mangelhaft war.
2005 belegte er bei den Islamic Solidarity Games in Mekka mit 7,50 m auf dem siebten Platz und im Jahr darauf gewann er bei den Asienspielen in Doha mit 8,02 m erneut die Goldmedaille im Weitsprung. 2007 gelangte er bei den Weltmeisterschaften in Osaka erneut bis ins Finale und belegte dort mit 7,84 m den elften Platz. Mitte Oktober siegte er mit 8,04 m bei den Militärweltspielen in Hyderabad und kurz darauf gewann er auch bei den Hallenasienspielen in Macau mit 7,93 m die Goldmedaille. Im November sicherte er sich dann bei den Panarabischen Spielen in Kairo mit 8,10 m die Silbermedaille hinter seinem Landsmann Mohamed Salman al-Khuwalidi. Im Jahr darauf gewann er bei den Hallenasienmeisterschaften in Doha mit 7,72 m die Bronzemedaille hinter al-Khuwalidi und dem Kuwaiter Saleh al-Haddad und schied anschließend bei den Hallenweltmeisterschaften in Valencia mit 7,74 m in der Qualifikationsrunde aus. Im August nahm er erneut an den Olympischen Spielen in Peking teil und klassierte sich dort mit 7,80 m im Finale auf dem zehnten Platz. Zu Saisonabschluss wurde er beim IAAF World Athletics Final in Stuttgart mit 8,13 m Zweiter hinter dem Australier Fabrice Lapierre.
2009 verpasste er bei den Weltmeisterschaften in Berlin mit 7,99 m den Finaleinzug und wurde anschließend bei den Hallenasienspielen in Hanoi mit 7,68 m Vierter, ehe er bei den Asienmeisterschaften in Guangzhou mit einer Weite von 7,96 m die Silbermedaille hinter dem Chinesen Li Jinzhe gewann. Im Jahr darauf schied er bei den Hallenweltmeisterschaften in Doha mit 7,56 m in der Vorrunde aus und gewann dann im November bei den Asienspielen in Guangzhou mit 7,96 m die Bronzemedaille hinter dem Südkoreaner Kim Deok-hyeon und Su Xiongfeng aus China. 2011 belegte er bei den Militärweltspielen in Rio de Janeiro mit 7,72 m den fünften Platz und anschließend gewann er bei den Panarabischen Spielen in Doha mit einem Sprung auf 7,59 m die Bronzemedaille hinter dem Kuwaiter Saleh al-Haddad und Mohamed Gawy aus Ägypten. 2013 siegte er mit 7,99 m bei den Arabischen Meisterschaften in Doha und schied anschließend bei den Asienmeisterschaften in Pune mit 7,24 m in der Vorrunde aus. 2015 bestritt er in Qatif seinen letzten offiziellen Wettkampf und beendete daraufhin seine aktive sportliche Karriere im Alter von 35 Jahren.

## Persönliche Bestleistungen
- Weitsprung: 8,35 m (+0,7 m/s), 8. Mai 2004 in Modesto
  - Weitsprung (Halle): 7,93 m, 31. Oktober 2007 in Macau
- Dreisprung: 15,98 m, 8. Dezember 2003 in Catania